# 杂志刺蛾属
杂志刺蛾属（学名：Magos）是刺蛾科的一属。

## 下属物种
本属包括以下物种：
- 黄杂志刺蛾 Magos xanthopus (Oberthür, 1909)